# وین پراکوسیا
 وین پراکوسیا (انگلیسی: Wynne Prakusya؛ زادهٔ ۲۶ آوریل ۱۹۸۱) یک تنیس‌باز اهل اندونزی است.